# Düsseldorfer Turn- und Sportverein Fortuna 1895 2001-2002
Questa voce raccoglie le informazioni riguardanti il Düsseldorfer Turn- und Sportverein Fortuna 1895 nelle competizioni ufficiali della stagione 2001-2002.

## Stagione
Nella stagione 2001-2002 il Fortuna Düsseldorf, allenato da Tim Kamp e Stefan Emmerling, concluse il campionato di Regionalliga nord al 17º posto e fu retrocesso in Oberliga.

## Rosa
| N. |                                 | Ruolo | Calciatore         |
| -- | ------------------------------- | ----- | ------------------ |
| 1  | Germania (bandiera)             | P     | Mirko Bitzer       |
| 1  | Germania (bandiera)             | P     | Frank Kirn         |
| 2  | Germania (bandiera)             | D     | Marc Sesterhenn    |
| 2  | Germania (bandiera)             | D     | Rudolf Zedi        |
| 3  | Rep. Ceca (bandiera)            | C     | Martin Čupr        |
| 6  | Germania (bandiera)             | D     | Björn Weikl        |
| 6  | Germania (bandiera)             | C     | Axel Bellinghausen |
| 6  | Bosnia ed Erzegovina (bandiera) | C     | Asmir Džafić       |
| 8  | Germania (bandiera)             | C     | Michael Hopp       |
| 9  | Germania (bandiera)             | A     | Frank Mayer        |
| 10 | Germania (bandiera)             | C     | Robert Niestroj    |
| 10 | Germania (bandiera)             | C     | Uwe Weidemann      |
| 11 | Rep. Ceca (bandiera)            | C     | David Breda        |
| 12 | Germania (bandiera)             | P     | Dennis Prostka     |
| 13 | Marocco (bandiera)              | C     | Farid Ouass        |
| 14 | Germania (bandiera)             | C     | Daniele Varveri    |
| 15 | Germania (bandiera)             | D     | Dennis Rossow      |
| 16 | Serbia (bandiera)               | D     | Goran Vucic        |

| N. |                       | Ruolo | Calciatore          |
| -- | --------------------- | ----- | ------------------- |
| 17 | Nigeria (bandiera)    | D     | Augustine Fregene   |
| 18 | Germania (bandiera)   | C     | Guido Jörres        |
| 19 | Germania (bandiera)   | C     | Dirk Michels        |
| 20 | Germania (bandiera)   | D     | Stefan Emmerling    |
| 21 | Germania (bandiera)   | C     | Sven Mollenhauer    |
| 21 | Nigeria (bandiera)    | A     | Ganiyu Shittu       |
|    | Germania (bandiera)   | D     | Tose Cuskarevski    |
|    | Germania (bandiera)   | D     | Jan Tauer           |
|    | Germania (bandiera)   | C     | Ben Abelski         |
|    | Germania (bandiera)   | C     | Christoph Ulrich    |
|    | Montenegro (bandiera) | C     | Dejan Vukadinović   |
|    | Germania (bandiera)   | C     | Rafael Wodniok      |
|    | Turchia (bandiera)    | A     | Engin Kizilaslan    |
|    | Bulgaria (bandiera)   | A     | Boris Kondev        |
|    | Germania (bandiera)   | A     | Michael Rentmeister |
|    | Slovacchia (bandiera) | A     | Milan Strelec       |
|    | Nigeria (bandiera)    | A     | Samuel Taubmann     |
|    | Turchia (bandiera)    | A     | Emin Yesilöz        |

## Organigramma societario
Area tecnica
- Allenatore: Stefan Emmerling
- Allenatore in seconda: Johann Rieckhof
- Preparatore dei portieri:
- Preparatori atletici:
- Analisi video:

## Calciomercato

### Sessione estiva
| Acquisti | Acquisti            | Acquisti               | Acquisti |
| R.       | Nome                | da                     | Modalità |
| -------- | ------------------- | ---------------------- | -------- |
| C        | Ben Abelski         | Fortuna Düsseldorf U19 |          |
| C        | Axel Bellinghausen  | Fortuna Düsseldorf U19 |          |
| C        | Michael Hopp        | Lubecca                |          |
| A        | Engin Kizilaslan    | Fortuna Düsseldorf U19 |          |
| A        | Boris Kondev        | Meppen                 |          |
| A        | Frank Mayer         | Euskirchener TSC       |          |
| C        | Robert Niestroj     | Īraklīs                |          |
| A        | Michael Rentmeister | Fortuna Düsseldorf U19 |          |
| A        | Ganiyu Shittu       | Wattenscheid 09        |          |

| Cessioni | Cessioni           | Cessioni                | Cessioni |
| R.       | Nome               | a                       | Modalità |
| -------- | ------------------ | ----------------------- | -------- |
| D        | Daniel Addo        | Wormatia Worms          |          |
| D        | René Bogesits      | Fortuna Colonia         |          |
| A        | Virgil Breetveld   | Deltasport              |          |
| C        | Christian Fährmann | Union Berlino           |          |
| A        | René Kägebein      | Germania Ratingen 04/19 |          |
| C        | Christoph Kempers  | Duisburg                |          |
| A        | Wolfram Klein      | Straelen                |          |
| C        | Mladen Kovačić     | Zara                    |          |
| C        | Đorđe Kunovac      | Rad Belgrado            |          |
| A        | Marcus Marin       | Holstein Kiel           |          |
| C        | Marinko Miletic    | Borussia M'gladbach II  |          |
| P        | Sven Neuhaus       | Greuther Fürth          |          |
| A        | Oleg Putilo        | Osnabrück               |          |
| D        | Jürgen Radschuweit | Germania Windeck        |          |
| D        | Dženan Zaimović    | Velež Mostar            |          |
| A        | Dennis Zellmann    | Borussia M'gladbach II  |          |

## Risultati

### Regionalliga

#### Girone di andata
| Arbitro: | Minskowski |

|  |           |                                          |
|  | Marcatori | 3’ Fröhlich 74’, 84’ Podszus 77’ Meißner |

| Arbitro: | Gräfe |

|                        |           |  |
| Altıntop 56’ Iyodo 65’ | Marcatori |  |

| Arbitro: | Hennecke |

|              |           |  |
| Emmerling 9’ | Marcatori |  |

| Arbitro: | Fleske |

|          |           |                                          |
| Daun 26’ | Marcatori | 11’ Jörres 17’ Zedi 45’ Shittu 90’ Mayer |

| Düsseldorf 24 agosto 2001, ore 19:30 CEST 5ª giornata | Fortuna Düsseldorf | 0 – 0 referto | Fortuna Colonia | Rheinstadion (5 500 spett.)\| Arbitro: \| Thomßen \| |
| Arbitro:                                              | Thomßen            |               |                 |                                                      |

| Arbitro: | Marks |

|          |           |          |
| Wolf 45’ | Marcatori | 89’ Zedi |

| Arbitro: | Grudzinski |

|            |           |             |
| Shittu 16’ | Marcatori | 85’ N'Tsika |

| Arbitro: | Schriever |

|  |           |                   |
|  | Marcatori | 66’ (rig.) Jörres |

| Arbitro: | Hoyzer |

|  |           |                         |
|  | Marcatori | 33’ Neunaber 68’ Mamoum |

| Magdeburgo 29 settembre 2001, ore 14:00 CEST 10ª giornata | Magdeburgo | 0 – 0 referto | Fortuna Düsseldorf | Ernst-Grube-Stadion (4 342 spett.)\| Arbitro: \| Hielscher \| |
| Arbitro:                                                  | Hielscher  |               |                    |                                                               |

| Arbitro: | Aust |

|                                 |           |                                             |
| Shittu 22’ Mayer 26’ Džafić 81’ | Marcatori | 11’ Kruskopf 43’, 44’ Leśniak 54’ Antwerpen |

| Arbitro: | Jauch |

|          |           |            |
| Spork 7’ | Marcatori | 87’ Kondev |

| Arbitro: | Czech |

|  |           |                                     |
|  | Marcatori | 21’ Guščinas 27’ Rose 49’ Jurgeleit |

| Arbitro: | Melms |

|                                              |           |            |
| Przondziono 23’ Kruppke 26’ Vucic 80’ (aut.) | Marcatori | 29’ Kondev |

| Arbitro: | Weber |

|              |           |                     |
| Teixeira 59’ | Marcatori | 41’ Jörres 45’ Hopp |

| Arbitro: | Kinhöfer |

|            |           |                           |
| Kondev 78’ | Marcatori | 58’ Rodriguez 64’ Émerson |

| Arbitro: | Hennecke |

|                    |           |                        |
| Jank 38’ Broum 77’ | Marcatori | 35’ Michels 60’ Kondev |

#### Girone di ritorno
| Arbitro: | Czech |

|             |           |  |
| Mehlhorn 6’ | Marcatori |  |

| Arbitro: | Fleske |

|                    |           |  |
| Baumann 13’ (aut.) | Marcatori |  |

| Arbitro: | Meyer |

|                        |           |                   |
| Lau 35’, 47’ Lucic 87’ | Marcatori | 58’ (rig.) Jörres |

| Arbitro: | Korte |

|  |           |                         |
|  | Marcatori | 15’, 64’ Džaka 22’ Daun |

| Arbitro: | Perschke |

|                                    |           |                      |
| Oelkuch 37’ (rig.) Cichon 44’, 88’ | Marcatori | 24’ Shittu 71’ Breda |

| Arbitro: | Wegener-Gärtner |

|            |           |          |
| Shittu 81’ | Marcatori | 47’ Karp |

| Arbitro: | Grudzinski |

|           |           |                   |
| Gerov 38’ | Marcatori | 33’ (aut.) Devoli |

| Arbitro: | Grabanowski |

|                              |           |                    |
| Zedi 23’ Hopp 85’ Jörres 90’ | Marcatori | 34’ Végh 66’ Milde |

| Arbitro: | Hems |

|                                    |           |  |
| Mamoum 30’ Schierenbeck 39’ (rig.) | Marcatori |  |

| Arbitro: | Steinhaus-Webb |

|  |           |                         |
|  | Marcatori | 33’ Hannemann 90’ Dobrý |

| Arbitro: | Fleske |

|                       |           |  |
| Becker 20’ Winter 42’ | Marcatori |  |

| Arbitro: | Meiwes |

|                                     |           |             |
| Mayer 11’, 18’ Tauer 35’ Kondev 50’ | Marcatori | 40’ Thioune |

| Arbitro: | Schriever |

|                          |           |  |
| Guščinas 41’ Trejgis 65’ | Marcatori |  |

| Arbitro: | Schößling |

|  |           |                                           |
|  | Marcatori | 19’ Mbwando 35’ (aut.) Zedi 64’ Scharping |

| Arbitro: | Anklam |

|                    |           |                        |
| Mayer 1’ Kondev 8’ | Marcatori | 50’, 60’, 75’ Teixeira |

| Arbitro: | Frank |

|               |           |  |
| Rodriguez 90’ | Marcatori |  |

| Arbitro: | Scheppe |

|                                |           |  |
| Rentmeister 20’ Mayer 66’, 72’ | Marcatori |  |

## Statistiche

### Statistiche di squadra
| Competizione      | Punti | In casa | In casa | In casa | In casa | In casa | In casa | In trasferta | In trasferta | In trasferta | In trasferta | In trasferta | In trasferta | Totale | Totale | Totale | Totale | Totale | Totale | DR  |
| Competizione      | Punti | G       | V       | N       | P       | Gf      | Gs      | G            | V            | N            | P            | Gf           | Gs           | G      | V      | N      | P      | Gf     | Gs     | DR  |
| ----------------- | ----- | ------- | ------- | ------- | ------- | ------- | ------- | ------------ | ------------ | ------------ | ------------ | ------------ | ------------ | ------ | ------ | ------ | ------ | ------ | ------ | --- |
| Regionalliga nord | 32    | 17      | 5       | 3       | 9       | 20      | 31      | 17           | 3            | 5            | 9            | 16           | 26           | 34     | 8      | 8      | 18     | 36     | 57     | -21 |
| Totale            | 32    | 17      | 5       | 3       | 9       | 20      | 31      | 17           | 3            | 5            | 9            | 16           | 26           | 34     | 8      | 8      | 18     | 36     | 57     | -21 |

### Andamento in campionato
| Giornata  | 1  | 2  | 3  | 4 | 5 | 6 | 7  | 8 | 9  | 10 | 11 | 12 | 13 | 14 | 15 | 16 | 17 | 18 | 19 | 20 | 21 | 22 | 23 | 24 | 25 | 26 | 27 | 28 | 29 | 30 | 31 | 32 | 33 | 34 |
| --------- | -- | -- | -- | - | - | - | -- | - | -- | -- | -- | -- | -- | -- | -- | -- | -- | -- | -- | -- | -- | -- | -- | -- | -- | -- | -- | -- | -- | -- | -- | -- | -- | -- |
| Luogo     | C  | T  | C  | T | C | T | C  | T | C  | T  | C  | T  | C  | T  | T  | C  | T  | T  | C  | T  | C  | T  | C  | T  | C  | T  | C  | T  | C  | T  | C  | C  | T  | C  |
| Risultato | P  | P  | V  | V | N | N | N  | V | P  | N  | P  | N  | P  | P  | V  | P  | N  | P  | V  | P  | P  | P  | N  | N  | V  | P  | P  | P  | V  | P  | P  | P  | P  | V  |
| Posizione | 17 | 18 | 14 | 8 | 9 | 9 | 10 | 6 | 10 | 11 | 14 | 14 | 14 | 14 | 14 | 15 | 15 | 15 | 14 | 15 | 15 | 15 | 16 | 16 | 16 | 17 | 17 | 17 | 16 | 16 | 16 | 17 | 17 | 17 |

Legenda:

Luogo: C = Casa; T = Trasferta. Risultato: V = Vittoria; N = Pareggio; P = Sconfitta.

### Statistiche dei giocatori
| B. Abelski       | 2  | 0 | 0  | 0 |
| A. Bellinghausen | 7  | 0 | 1  | 0 |
| M. Bitzer        | 21 | 0 | 2  | 0 |
| D. Breda         | 26 | 1 | 8  | 0 |
| T. Cuskarevski   | 1  | 0 | 0  | 0 |
| A. Džafić        | 17 | 1 | 1  | 0 |
| S. Emmerling     | 5  | 1 | 2  | 0 |
| A. Fregene       | 13 | 0 | 1  | 0 |
| M. Hopp          | 32 | 2 | 6  | 0 |
| G. Jörres        | 24 | 5 | 12 | 0 |
| F. Kirn          | 0  | 0 | 0  | 0 |
| E. Kizilaslan    | 1  | 0 | 1  | 0 |
| B. Kondev        | 26 | 6 | 3  | 0 |
| F. Mayer         | 30 | 7 | 8  | 2 |
| D. Michels       | 26 | 1 | 4  | 0 |
| S. Mollenhauer   | 12 | 0 | 5  | 0 |
| R. Niestroj      | 9  | 0 | 3  | 1 |
| F. Ouass         | 1  | 0 | 0  | 0 |
| D. Prostka       | 13 | 0 | 0  | 0 |
| M. Rentmeister   | 2  | 1 | 0  | 0 |
| D. Rossow        | 9  | 0 | 2  | 1 |
| M. Sesterhenn    | 24 | 0 | 3  | 0 |
| G. Shittu        | 21 | 5 | 1  | 0 |
| M. Strelec       | 5  | 0 | 1  | 0 |
| S. Taubmann      | 8  | 0 | 1  | 0 |
| J. Tauer         | 6  | 1 | 0  | 0 |
| C. Ulrich        | 1  | 0 | 0  | 0 |
| D. Varveri       | 6  | 0 | 0  | 0 |
| G. Vucic         | 14 | 0 | 3  | 2 |
| D. Vukadinović   | 6  | 0 | 0  | 0 |
| U. Weidemann     | 17 | 0 | 3  | 0 |
| B. Weikl         | 25 | 0 | 7  | 0 |
| R. Wodniok       | 0  | 0 | 0  | 0 |
| E. Yesilöz       | 3  | 0 | 0  | 0 |
| R. Zedi          | 32 | 3 | 9  | 0 |
| M. Čupr          | 25 | 0 | 6  | 0 |